# 張煌
張煌（1503年—？），字用韜，號水東，福建福州府懷安縣民籍，閩縣人，明朝政治人物。

## 生平
嘉靖十三年（1534年）甲午科福建鄉試第六十五名舉人。嘉靖十七年（1538年）中式戊戌科會試第七十六名，登第三甲第三十九名進士。授浙江平湖知縣。升工部主事。

## 家族
曾祖張鋐；祖父張源；父張秉，母董氏。慈侍下，兄張炫。